# Любарский район
Лю́барский райо́н (укр. Любарський район) — упразднённая административная единица на юго-западе Житомирской области Украины. Административный центр — посёлок городского типа Любар.

## География
Площадь — 757 км².
Основные реки — Случь.

## История
Район образован в 1923 году.
17 июля 2020 года в результате административно-территориальной реформы район вошёл в состав Житомирского района.

## Демография
Население района составляет 31 тыс. человек (данные на 2013 год), в том числе в городских условиях проживают около 2,4 тыс. Всего насчитывается 48 населённых пунктов.

## Населённые пункты
- Авратин
- Березовка
- Борушковцы
- Бычевая
- Великая Волица
- Старая Чертория
- Великие Деревичи
- Великий Браталов
- Веселка
- Выгнанка
- Глезно
- Горопаи
- Гриновцы
- Демковцы
- Житенцы
- Иванковцы
- Карань
- Киреевка
- Коваленки
- Коростки
- Кутищи
- Лыпно
- Малая Деревичка
- Новая Чертория
- Малый Браталов
- Меленцы
- Мотовиловка
- Панасовка
- Педынки
- Привитов
- Рогизно
- Семёновка
- Стрижевка
- Филинцы
- Юровка